# نهر غاغهرا
غاغهرا وأيضاً كارنالي (بالهندية:  घाघरा) تلفظ غاغهرا (بالنيبالية:कर्णाली ) تلفظ كارنالي
(بالصينية: 加格拉河) ويلفظ كونغ شياو، نهر ينبع من جنوب غرب الصين ويمر في أراضي نيبال ويصب في شمال شرق الهند، يبلغ طول النهر 1080 كيلومتر. ارتفاع النهر عن مستوى سطح البحر 3962 متر، ينبع غاغهرا من هضبة التبت من بحيرة ماناسرأوفر ويمر في جبال الهملايا في نيبال ويصب في نهر الغانج بالقرب من بلدة شاهابرا في ولاية بيهار الهندية، غاغهرا تعني الماء المقدس من الجبل المقدس أما كارنالي فتعني نهر الفيروز، يحتوي النهر على العديد من الروافد، يحيط النهر العديد من الغابات والمراعي التي تعيش فيها حيوانات متعددة ونادرة مثل غزال المسك والدب الأسود الغوريلا النمور وغيرها من الحيوانات وطيور متنوعة ويعيش على ضفاف النهر التماسيح ويعتبر النهر مصدر مهم لصيد الأسماك، النهر مستغل كذلك في توليد الطاقة الكهرومائية وري المزروعات ونقل البضائع بين البلدان التي يمر بها النهر.